# Орхипексия
Орхипексия (также упоминается как орхиопексия и орхидопексия) — используемая при крипторхизме хирургическая операция, целью которой является прикрепление яичка к соседним тканям с помощью швов.

## Показания к операции
- Крипторхизм (неопущение тестикул в мошонку)
- Ранний возраст пациента (до 1,5-2 лет), позволяющий избежать в будущем бесплодия, перекручивания яичек и снижающий риск развития злокачественной опухоли

## Противопоказания к операции
- Нарушение свертываемости крови
- Тяжелые системные заболевания

## Основные методики проведения орхипексии
- Одноэтапная орхипексия (методика Соколова-Гросса): послойное рассечение мягких тканей для доступа к паховому каналу, механическое введение яичка в мошонку и его закрепление, пластика стенок пахового канала, ушивание тканей и наложение швов.
- Двухэтапная орхипексия (методика Торека-Герцена): с помощью разреза на дне мошонки яичко опускается в мошонку и фиксируется к фасции бедра, при этом края разреза мошонки подшиваются к краям разреза на бедре; спустя полгода-год мошонка хирургически отделяется от бедра, а яичко от фасции.

## Возможные осложнения после операции
- Некорректное расположение яичка в мошонке
- Атрофия яичка
- Нарушение целостности семявыносящего потока
- Кровотечения и отеки в области операции